# Пермяковка (Курганская область)
Пермяковка — деревня в Юргамышском районе Курганской области. Входит в состав Юргамышского поссовета.

## История
До 1917 года в составе Кипельской волости Челябинского уезда Оренбургской губернии. По данным на 1926 год состояла из 62 хозяйств. В административном отношении входила в состав Юргамышского сельсовета Юргамышского района Курганского округа Уральской области.

## Население
| 1989 | 2002 | 2010 |
| ---- | ---- | ---- |
| 195  | ↘144 | ↘100 |

По данным переписи 1926 года в деревне проживало 283 человека (126 мужчин и 157 женщин), в том числе: русские составляли 100 % населения.